# Athysanus brachyceps
Athysanus brachyceps är en insektsart som beskrevs av Matsumura 1911. Athysanus brachyceps ingår i släktet Athysanus och familjen dvärgstritar. Inga underarter finns listade i Catalogue of Life.